# Brissac (Hérault)
Pour les articles homonymes, voir Brissac.
Brissac [bʁi.sak] (en occitan, Briçac [bri.'sak]) est une commune française située dans le nord-est du département de l'Hérault, en région Occitanie.
Exposée à un climat méditerranéen, elle est drainée par l'Hérault, la Buèges, le Lamalou et par divers autres petits cours d'eau. La commune possède un patrimoine naturel remarquable : deux sites Natura 2000 (les « gorges de l'Hérault » et les « hautes garrigues du Montpelliérais »), un espace protégé (le « ravin des Arcs ») et sept zones naturelles d'intérêt écologique, faunistique et floristique.
Brissac est une commune rurale qui compte 592 habitants en 2022, après avoir connu une forte hausse de la population depuis 1975. Elle fait partie de l'aire d'attraction de Montpellier. Ses habitants sont appelés les Brissagols et Brissagoles.

## Géographie

### Localisation
Brissac est située dans la vallée de l'Avèze (flumine acquae d'Aveza en 1271), un petit affluent de l'Hérault.
Le nord du territoire de la commune est traversé par le bourrelet montagneux formé par l'extrémité nord-est du massif de la Séranne.

### Communes limitrophes
Les communes limitrophes sont  Agonès, Causse-de-la-Selle, Cazilhac, Ferrières-les-Verreries, Gorniès, Notre-Dame-de-Londres, Saint-André-de-Buèges, Saint-Bauzille-de-Putois et Saint-Martin-de-Londres.
| Gorniès               | Cazilhac                | Agonès                           |
| Saint-André-de-Buèges | Brissac                 | Agonès, Saint-Bauzille-de-Putois |
| Causse-de-la-Selle    | Saint-Martin-de-Londres | Notre-Dame-de-Londres            |

### Climat
Pour des articles plus généraux, voir Climat de l'Occitanie et Climat de l'Hérault.
En 2010, le climat de la commune est de type climat méditerranéen franc, selon une étude s'appuyant sur une série de données couvrant la période 1971-2000. En 2020, Météo-France publie une typologie des climats de la France métropolitaine dans laquelle la commune est exposée à un climat méditerranéen et est dans la région climatique  Provence, Languedoc-Roussillon, caractérisée par une pluviométrie faible en été, un très bon ensoleillement (2 600 h/an), un été chaud (21,5 °C), un air très sec en été, sec en toutes saisons, des vents forts (fréquence de 40 à 50 % de vents > 5 m/s) et peu de brouillards.
Pour la période 1971-2000, la température annuelle moyenne est de 14,1 °C, avec une amplitude thermique annuelle de 16,4 °C. Le cumul annuel moyen de précipitations est de 1 257 mm, avec 7,5 jours de précipitations en janvier et 3,1 jours en juillet. Pour la période 1991-2020, la température moyenne annuelle observée sur la station météorologique la plus proche, située sur la commune de Montdardier à 10 km à vol d'oiseau, est de 12,9 °C et le cumul annuel moyen de précipitations est de 1 487,0 mm,. Pour l'avenir, les paramètres climatiques de la commune estimés pour 2050 selon différents scénarios d'émission de gaz à effet de serre sont consultables sur un site dédié publié par Météo-France en novembre 2022.

### Milieux naturels et biodiversité

#### Espaces protégés
La protection réglementaire est le mode d’intervention le plus fort pour préserver des espaces naturels remarquables et leur biodiversité associée,.
Un  espace protégé est présent sur la commune : 
le « ravin des Arcs », objet d'un arrêté de protection de biotope, d'une superficie de 263,4 ha.

#### Réseau Natura 2000

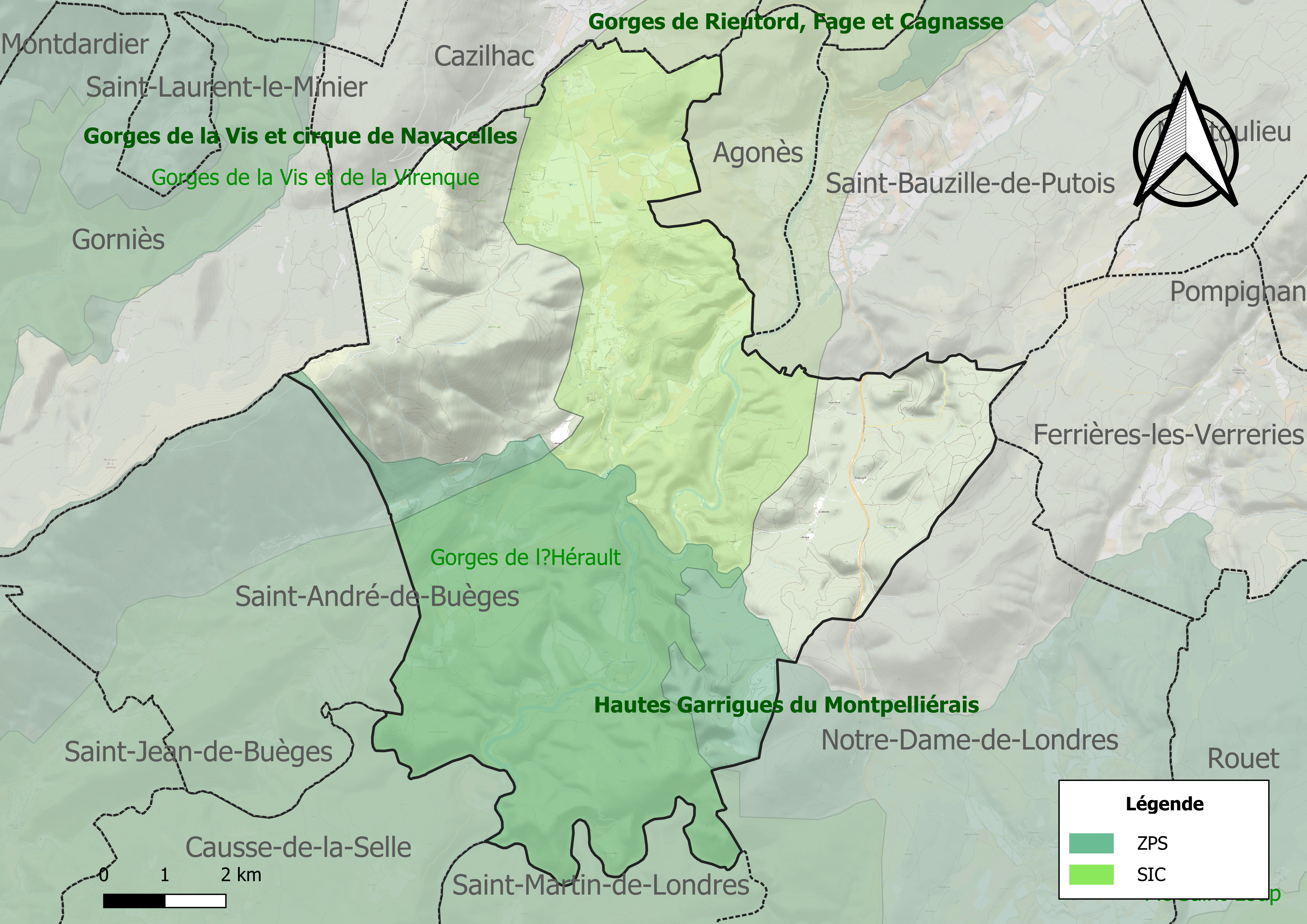
Site Natura 2000 sur le territoire communal.

Le réseau Natura 2000 est un réseau écologique européen de sites naturels d'intérêt écologique élaboré à partir des directives habitats et oiseaux, constitué de zones spéciales de conservation (ZSC) et de zones de protection spéciale (ZPS).
Un site Natura 2000 a été défini sur la commune au titre de la directive habitats :
- les « gorges de l'Hérault », d'une superficie de 21 736 ha, entaillent un massif calcaire vierge de grandes infrastructures dont les habitats forestiers (forêt de Pins de Salzman et chênaie verte) et rupicoles sont bien conservés. La pinède de Pins de Salzmann de Saint-Guilhem-le-Désert est une souche pure et classée comme porte-graines par les services forestiers. Il s'agit d'une forêt développée sur des roches dolomitiques[14]

et un au titre de la directive oiseaux : 
- les « hautes garrigues du Montpelliérais », d'une superficie de 45 444 ha, abritant trois couples d'Aigles de Bonelli, soit 30 % des effectifs régionaux[15].

#### Zones naturelles d'intérêt écologique, faunistique et floristique
L’inventaire des zones naturelles d'intérêt écologique, faunistique et floristique (ZNIEFF) a pour objectif de réaliser une couverture des zones les plus intéressantes sur le plan écologique, essentiellement dans la perspective d’améliorer la connaissance du patrimoine naturel national et de fournir aux différents décideurs un outil d’aide à la prise en compte de l’environnement dans l’aménagement du territoire.
Trois ZNIEFF de type 1 sont recensées sur la commune :
- le « ravin des Arcs » (596 ha), couvrant 3 communes du département[17] ;
- la « rivière de l' Hérault de Saint-Bauzille-de-Putois à l'embouchure du Lamalou » (163 ha), couvrant 4 communes du département[18],
- les « sources de Brissac » (13 ha)[19] ;

et quatre ZNIEFF de type 2, : 
- le « causse et contreforts du Larzac et montagne de la Séranne » (44 035 ha), couvrant 33 communes dont une dans l'Aveyron, deux dans le Gard et 30 dans l'Hérault[20] ;
- le « massif des gorges de l'Hérault et de la Buège » (21 342 ha), couvrant 17 communes du département[21] ;
- le « massif du bois de Monnier » (5 858 ha), couvrant 8 communes dont trois dans le Gard et cinq dans l'Hérault[22];
- le « plateau du Taurac » (2 196 ha), couvrant 8 communes dont une dans le Gard et sept dans l'Hérault[23].

Carte des ZNIEFF de type 1 et 2 à Brissac.
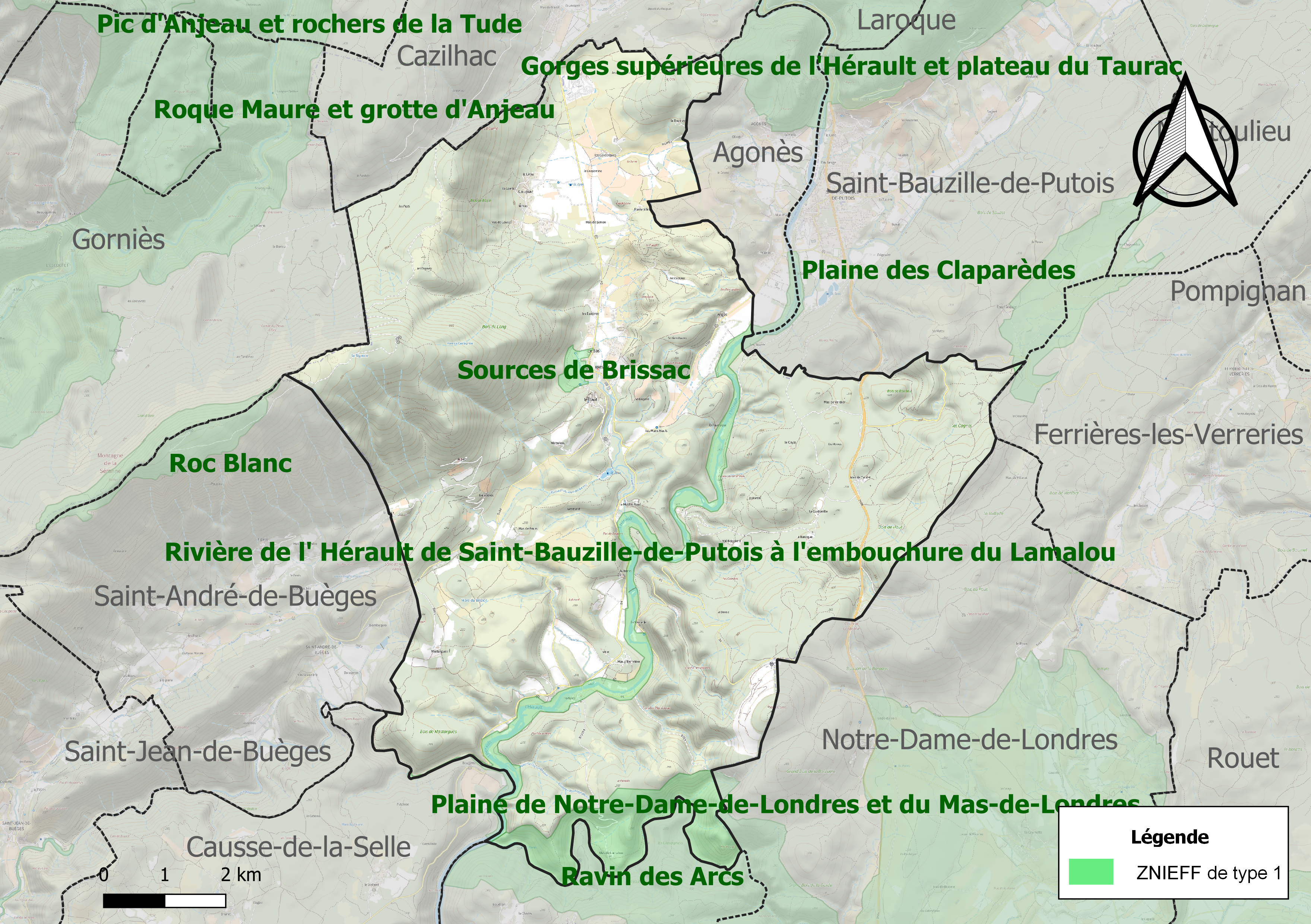
Carte des ZNIEFF de type 1 sur la commune.
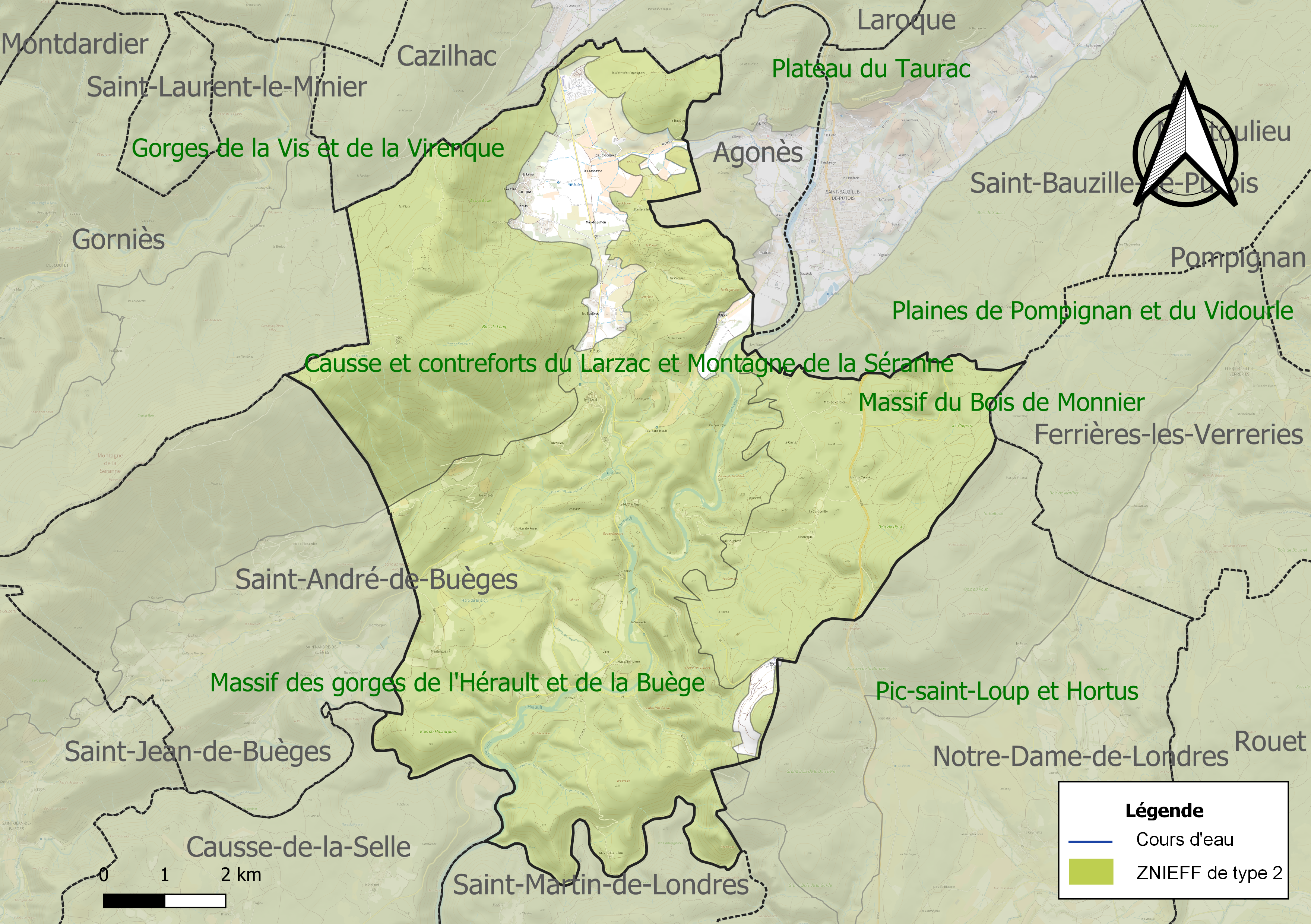
Carte des ZNIEFF de type 2 sur la commune.

## Urbanisme

### Typologie
Au 1er janvier 2024, Brissac est catégorisée commune rurale à habitat dispersé, selon la nouvelle grille communale de densité à sept niveaux définie par l'Insee en 2022.
Elle est située hors unité urbaine. Par ailleurs la commune fait partie de l'aire d'attraction de Montpellier, dont elle est une commune de la couronne,. Cette aire, qui regroupe 161 communes, est catégorisée dans les aires de 700 000 habitants ou plus (hors Paris),.

### Occupation des sols
L'occupation des sols de la commune, telle qu'elle ressort de la base de données européenne d’occupation biophysique des sols Corine Land Cover (CLC), est marquée par l'importance des forêts et milieux semi-naturels (88,9 % en 2018), une proportion sensiblement équivalente à celle de 1990 (89,6 %). La répartition détaillée en 2018 est la suivante : 
milieux à végétation arbustive et/ou herbacée (51,6 %), forêts (37,4 %), cultures permanentes (6,3 %), zones agricoles hétérogènes (4 %), mines, décharges et chantiers (0,7 %). L'évolution de l’occupation des sols de la commune et de ses infrastructures peut être observée sur les différentes représentations cartographiques du territoire : la carte de Cassini (XVIIIe siècle), la carte d'état-major (1820-1866) et les cartes ou photos aériennes de l'IGN pour la période actuelle (1950 à aujourd'hui).

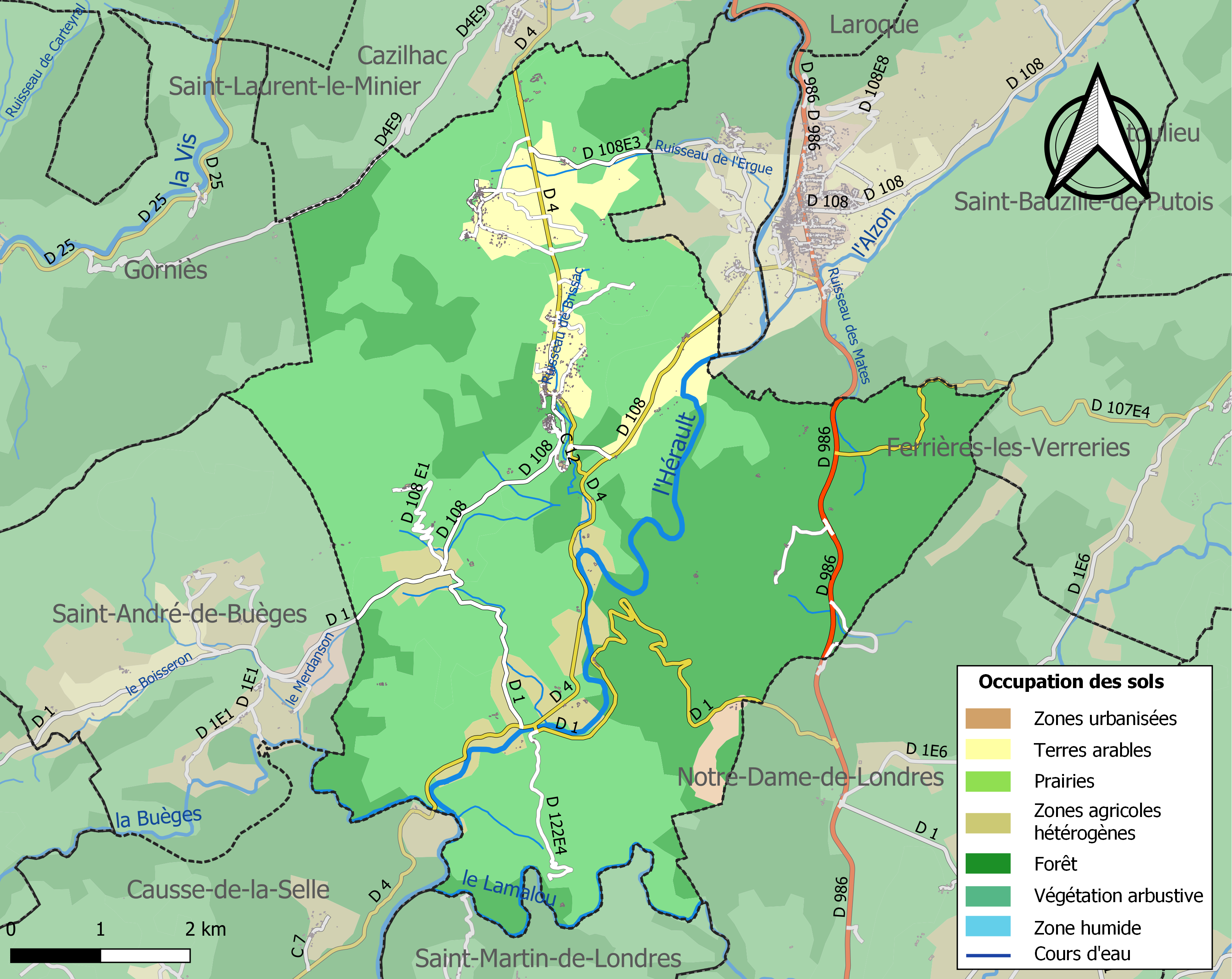
Carte des infrastructures et de l'occupation des sols de la commune en 2018 (CLC).

### Risques majeurs
Le territoire de la commune de Brissac est vulnérable à différents aléas naturels : météorologiques (tempête, orage, neige, grand froid, canicule ou sécheresse), inondations, feux de forêts et séisme (sismicité faible). Il est également exposé à un risque technologique,  le transport de matières dangereuses, et à un risque particulier : le risque de radon. Un site publié par le BRGM permet d'évaluer simplement et rapidement les risques d'un bien localisé soit par son adresse soit par le numéro de sa parcelle.

#### Risques naturels
Certaines parties du territoire communal sont susceptibles d’être affectées par le risque d’inondation par débordement de cours d'eau, notamment l'Hérault, la Buèges et le Lamalou. La commune a été reconnue en état de catastrophe naturelle au titre des dommages causés par les inondations et coulées de boue survenues en 1982, 1994, 1995, 1997, 2008, 2011, 2014, 2015 et 2020,.
Brissac est exposée au risque de feu de forêt. Un plan départemental de protection des forêts contre les incendies (PDPFCI) a été approuvé en juin 2013 et court jusqu'en 2022, où il doit être renouvelé. Les mesures individuelles de prévention contre les incendies sont précisées par deux arrêtés préfectoraux et s’appliquent dans les zones exposées aux incendies de forêt et à moins de 200 mètres de celles-ci. L’arrêté du 25 avril 2002 réglemente l'emploi du feu en interdisant notamment d’apporter du feu, de fumer et de jeter des mégots de cigarette dans les espaces sensibles et sur les voies qui les traversent sous peine de sanctions. L'arrêté du 11 mars 2013 rend le débroussaillement obligatoire, incombant au propriétaire ou ayant droit,.

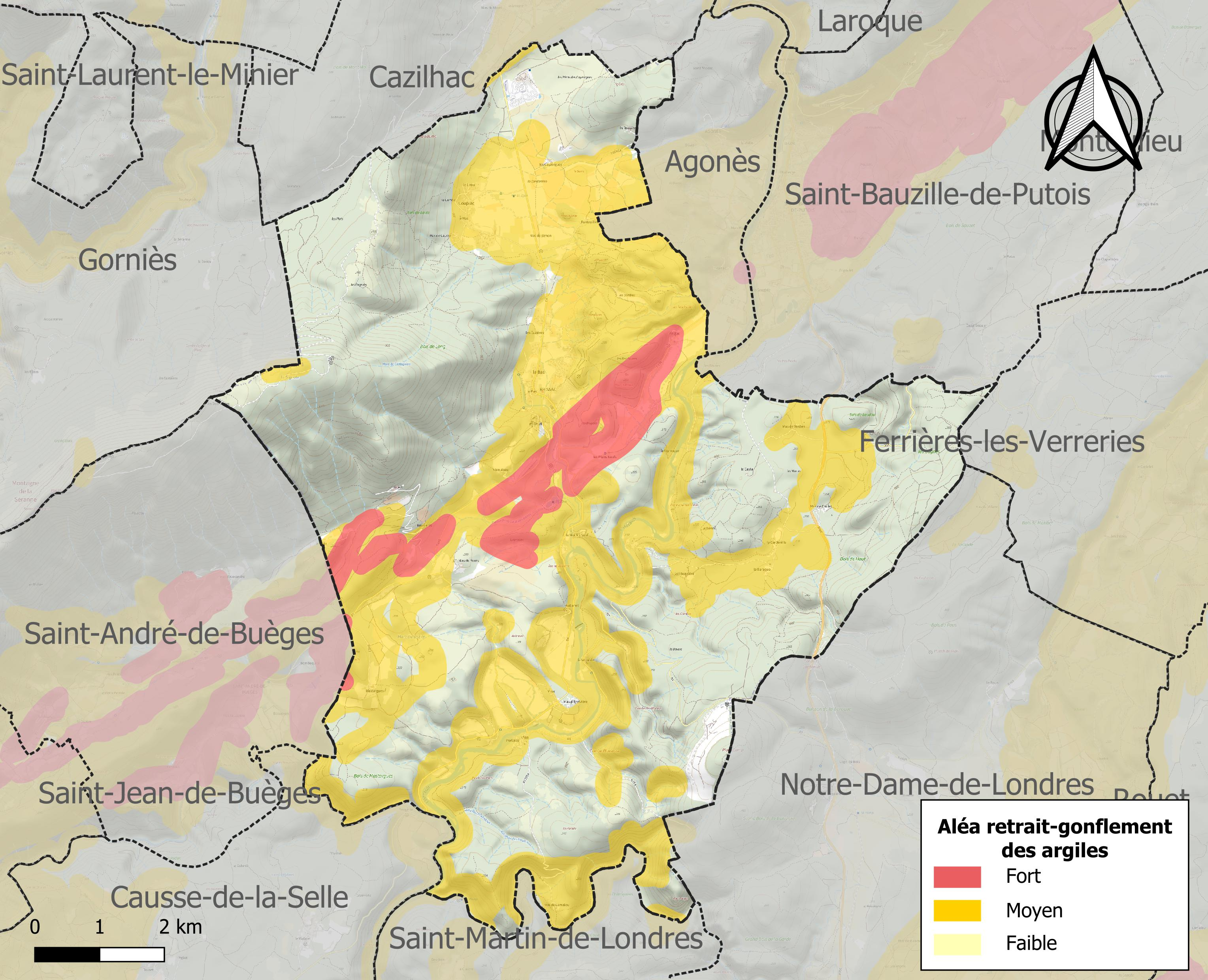
Carte des zones d'aléa retrait-gonflement des sols argileux de Brissac.

Le retrait-gonflement des sols argileux est susceptible d'engendrer des dommages importants aux bâtiments en cas d’alternance de périodes de sécheresse et de pluie. 44,7 % de la superficie communale est en aléa moyen ou fort (59,3 % au niveau départemental et 48,5 % au niveau national). Sur les 309 bâtiments dénombrés sur la commune en 2019, 289 sont en aléa moyen ou fort, soit 94 %, à comparer aux 85 % au niveau départemental et 54 % au niveau national. Une cartographie de l'exposition du territoire national au retrait gonflement des sols argileux est disponible sur le site du BRGM,.
Par ailleurs, afin de mieux appréhender le risque d’affaissement de terrain, l'inventaire national des cavités souterraines permet de localiser celles situées sur la commune.

#### Risques technologiques
Le risque de transport de matières dangereuses sur la commune est lié à sa traversée par des infrastructures routières ou ferroviaires importantes ou la présence d'une canalisation de transport d'hydrocarbures. Un accident se produisant sur de telles infrastructures est susceptible d’avoir des effets graves sur les biens, les personnes ou l'environnement, selon la nature du matériau transporté. Des dispositions d’urbanisme peuvent être préconisées en conséquence.

#### Risque particulier
Dans plusieurs parties du territoire national, le radon, accumulé dans certains logements ou autres locaux, peut constituer une source significative d’exposition de la population aux rayonnements ionisants. Certaines communes du département sont concernées par le risque radon à un niveau plus ou moins élevé. Selon la classification de 2018, la commune de Brissac est classée en zone 2, à savoir zone à potentiel radon faible mais sur lesquelles des facteurs géologiques particuliers peuvent faciliter le transfert du radon vers les bâtiments.

## Toponymie
La commune a été connue sous les variantes : ecclesie S. Nazarii de Brissiaco (1073), apud Breisag (1119), de castro Breixach, domino de Breixac (1122), castello de Brisaco (avant 1129), castrum de Breissacho (1189), castrum de Breissac (1217), parrochia S. Nazarii de Breissaco (1218), de Brixaco (1264), apud Brissac (1271), de Brissiaco (1275), 'apud Brissiacum (1283), Brissac (1526).
Domaine gallo-romain, gentilice latin ou gaulois Briccius' + suffixe -acum. Le i bref explique les graphies en -ei.

## Politique et administration
| Période   | Période   | Identité                      | Étiquette | Qualité                          |
| --------- | --------- | ----------------------------- | --------- | -------------------------------- |
| 1935      | 1989      | Jacques Duffour de la Vernède |           | Exploitant agricole              |
| 1989      | mars 2001 | Georges Causse                |           | Retraité de la police nationale  |
| mars 2001 | mars 2008 | Jean-Pierre Terme             |           | Principal clerc d'avoué          |
| mars 2008 | En cours  | Jean-Claude Rodriguez         | PCF       | Retraité de la Fonction publique |

## Démographie
L'évolution du nombre d'habitants est connue à travers les recensements de la population effectués dans la commune depuis 1793. Pour les communes de moins de 10 000 habitants, une enquête de recensement portant sur toute la population est réalisée tous les cinq ans, les populations de référence des années intermédiaires étant quant à elles estimées par interpolation ou extrapolation. Pour la commune, le premier recensement exhaustif entrant dans le cadre du nouveau dispositif a été réalisé en 2004.

En 2022, la commune comptait 592 habitants, en évolution de −4,05 % par rapport à 2016 (Hérault : +7,49 %, France hors Mayotte : +2,11 %).
| 1793 | 1800 | 1806 | 1821 | 1831 | 1836 | 1841 | 1846 | 1851 |
| ---- | ---- | ---- | ---- | ---- | ---- | ---- | ---- | ---- |
| 731  | 706  | 779  | 875  | 860  | 898  | 949  | 938  | 953  |

| 1856 | 1861 | 1866 | 1872 | 1876 | 1881 | 1886 | 1891 | 1896 |
| ---- | ---- | ---- | ---- | ---- | ---- | ---- | ---- | ---- |
| 901  | 885  | 883  | 865  | 830  | 832  | 833  | 793  | 779  |

| 1901 | 1906 | 1911 | 1921 | 1926 | 1931 | 1936 | 1946 | 1954 |
| ---- | ---- | ---- | ---- | ---- | ---- | ---- | ---- | ---- |
| 807  | 740  | 741  | 636  | 668  | 572  | 542  | 449  | 420  |

| 1962 | 1968 | 1975 | 1982 | 1990 | 1999 | 2004 | 2006 | 2009 |
| ---- | ---- | ---- | ---- | ---- | ---- | ---- | ---- | ---- |
| 416  | 370  | 305  | 285  | 365  | 442  | 555  | 596  | 615  |

| 2014 | 2019 | 2022 | - | - | - | - | - | - |
| ---- | ---- | ---- | - | - | - | - | - | - |
| 621  | 605  | 592  | - | - | - | - | - | - |

## Économie

### Revenus
En 2018, la commune compte 253 ménages fiscaux, regroupant 583 personnes. La médiane du revenu disponible par unité de consommation est de 21 290 € (20 330 € dans le département).

### Emploi
|                | 2008   | 2013   | 2018   |
| -------------- | ------ | ------ | ------ |
| Commune        | 10,6 % | 10,2 % | 11,9 % |
| Département    | 10,1 % | 11,9 % | 12 %   |
| France entière | 8,3 %  | 10 %   | 10 %   |

En 2018, la population âgée de 15 à 64 ans s'élève à 382 personnes, parmi lesquelles on compte 78,4 % d'actifs (66,5 % ayant un emploi et 11,9 % de chômeurs) et 21,6 % d'inactifs,. En  2018, le taux de chômage communal (au sens du recensement) des 15-64 ans est inférieur à celui du département, mais supérieur à celui de la France, alors qu'en 2008 il était supérieur à celui du département.
La commune fait partie de la couronne de l'aire d'attraction de Montpellier, du fait qu'au moins 15 % des actifs travaillent dans le pôle,. Elle compte 116 emplois en 2018, contre 138 en 2013 et 106 en 2008. Le nombre d'actifs ayant un emploi résidant dans la commune est de 258, soit un indicateur de concentration d'emploi de 44,9 % et un taux d'activité parmi les 15 ans ou plus de 59,3 %.
Sur ces 258 actifs de 15 ans ou plus ayant un emploi, 50 travaillent dans la commune, soit 20 % des habitants. Pour se rendre au travail, 88,7 % des habitants utilisent un véhicule personnel ou de fonction à quatre roues, 2 % les transports en commun, 3,6 % s'y rendent en deux-roues, à vélo ou à pied et 5,9 % n'ont pas besoin de transport (travail au domicile).

### Activités hors agriculture

#### Secteurs d'activités
61 établissements sont implantés  à Brissac au 31 décembre 2019. Le tableau ci-dessous en détaille le nombre par secteur d'activité et compare les ratios avec ceux du département,.
| Secteur d'activité                                                                                        | Commune | Commune | Département |
| Secteur d'activité                                                                                        | Nombre  | %       | %           |
| --- | ------- | ------- | ----------- |
| Ensemble                                                                                                  | 61      |         |             |
| Industrie manufacturière, industries extractives et autres                                                | 5       | 8,2 %   | (6,7 %)     |
| Construction                                                                                              | 7       | 11,5 %  | (14,1 %)    |
| Commerce de gros et de détail, transports, hébergement et restauration                                    | 16      | 26,2 %  | (28 %)      |
| Activités immobilières                                                                                    | 5       | 8,2 %   | (5,3 %)     |
| Activités spécialisées, scientifiques et techniques et activités de services administratifs et de soutien | 11      | 18 %    | (17,1 %)    |
| Administration publique, enseignement, santé humaine et action sociale                                    | 12      | 19,7 %  | (14,2 %)    |
| Autres activités de services                                                                              | 5       | 8,2 %   | (8,1 %)     |

Le secteur du commerce de gros et de détail, des transports, de l'hébergement et de la restauration est prépondérant sur la commune puisqu'il représente 26,2 % du nombre total d'établissements de la commune (16 sur les 61 entreprises implantées  à Brissac), contre 28 % au niveau départemental.

#### Entreprises et commerces
L'entreprise ayant son siège social sur le territoire communal qui génère le plus de chiffre d'affaires en 2020 est : 
- Amd Holding, activités des sociétés holding (185 k€)

### Agriculture
La commune est dans les Garrigues, une petite région agricole occupant une partie du centre et du nord-est du département de l'Hérault. En 2020, l'orientation technico-économique de l'agriculture  sur la commune est la polyculture et/ou le polyélevage.
|               | 1988 | 2000 | 2010 | 2020 |
| ------------- | ---- | ---- | ---- | ---- |
| Exploitations | 35   | 29   | 19   | 11   |
| SAU (ha)      | 500  | 911  | 326  | 538  |

Le nombre d'exploitations agricoles en activité et ayant leur siège dans la commune est passé de 35 lors du recensement agricole de 1988  à 29 en 2000 puis à 19 en 2010 et enfin à 11 en 2020, soit une baisse de 69 % en 32 ans. Le même mouvement est observé à l'échelle du département qui a perdu pendant cette période 67 % de ses exploitations,. La surface agricole utilisée sur la commune a quant à elle augmenté, passant de 500 ha en 1988 à 538 ha en 2020. Parallèlement la surface agricole utilisée moyenne par exploitation a augmenté, passant de 14 à 49 ha.

## Culture locale et patrimoine

### Lieux et monuments

#### Le château
Le château de Brissac (tours Bermonde) date du début du XIe siècle. Il appartient aux seigneurs de Ganges pour moitié, et à la maison de Roquefeuil pour l’autre. Il est reconstruit presque entièrement dans la première moitié du XVIe siècle. En 1819, Emmanuel de Roquefeuil, vend le château à Marie-Anne Bougette, épouse d'un négociant de Bordeaux, moyennant 15 000 francs.

#### L'église paroissiale Saint-Nazaire-et-Saint-Celse
L'église Saint-Nazaire-et-Saint-Celse est une église romane dédiée à saint Nazaire et saint Celse. Elle est mentionnée pour la première fois en 1123 et était le siège d'un prieuré dépendant de l'abbaye d'Aniane. Sa construction remonte au XIIe siècle.
L'édifice a été classé au titre des monuments historiques en 1907.

#### Le sanctuaire Notre-Dame-du-Suc
Le sanctuaire Notre Dame du Suc se situe à l'entrée de la vallée de la Buèges sur les pentes de la Séranne, au sud-ouest du village.

#### La chapelle Saint-Étienned'Issensac
Au sud du village, dominant l'Hérault, le long duquel on peut apercevoir deux châteaux très originaux, dont une ancienne papeterie, à l'architecture mêlant pierres et briques avec tourelles d'angle formant sortes d'échauguettes, se dresse la chapelle Saint-Étienne d'Issensac, aujourd'hui désaffectée. Avant la Révolution, elle était l'église paroissiale d'une communauté d'environ 70 habitants. Il s'agit d'un édifice roman au plan très simple : nef unique de deux travées terminée par une abside semi-circulaire. L'appareillage des pierres calcaires est particulièrement soigné. L'édifice a été remanié par la suite : les arcatures aveugles de l'abside ont pratiquement disparues, et la voûte de la nef date vraisemblablement du XVIIe siècle.
En contrebas de la chapelle se dresse le pont de Saint-Étienne d'Issensac, d'origine médiévale, qui franchit l'Hérault. Datable du XIVe siècle, il a été fortement restauré et il subsiste vraisemblablement peu d'éléments de l'ouvrage d'origine. L'édifice a été classé au titre des monuments historiques en 1945.
- Chapelle de la Vernède.

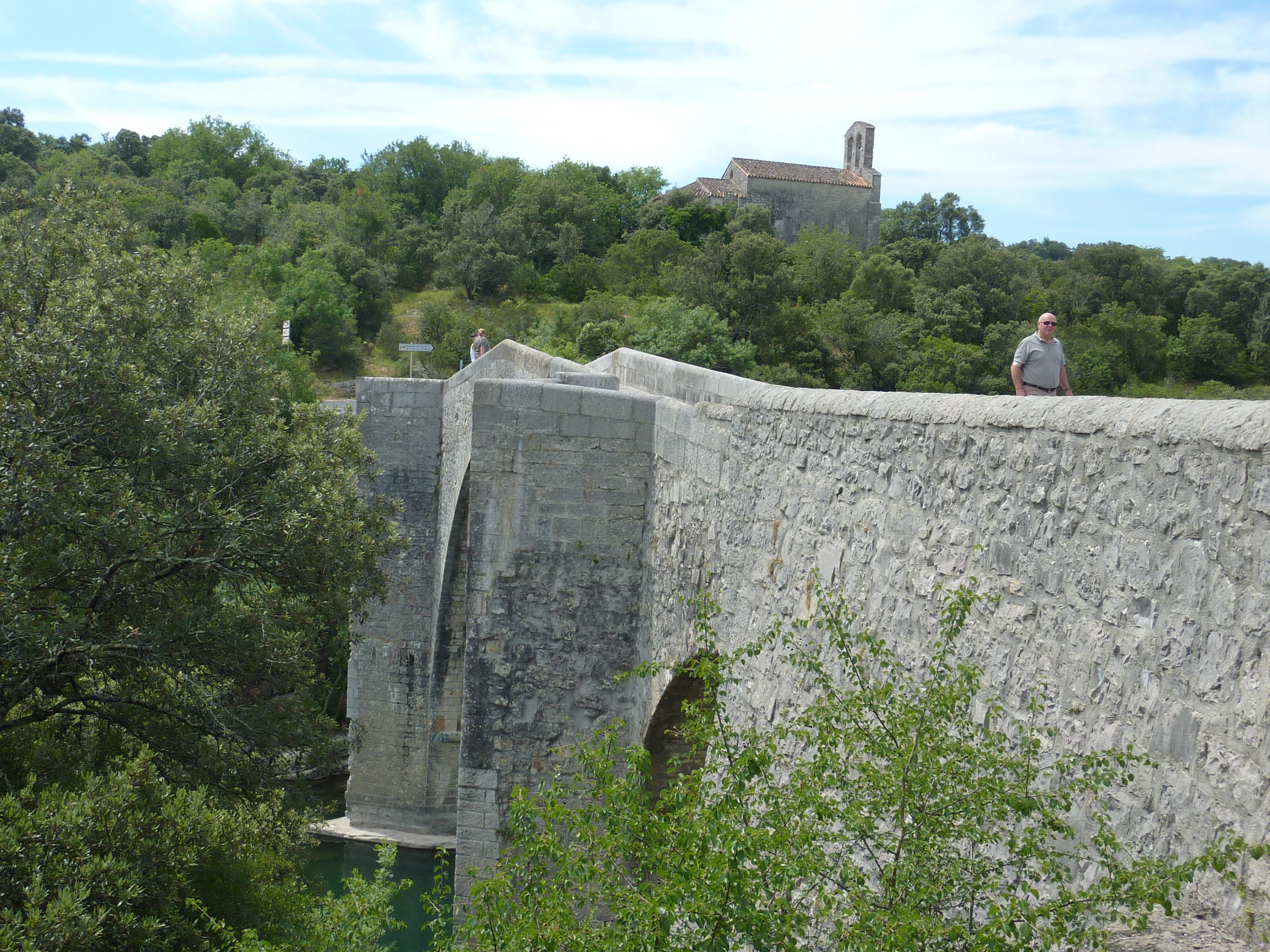
Le pont et la chapelle d'Issensac
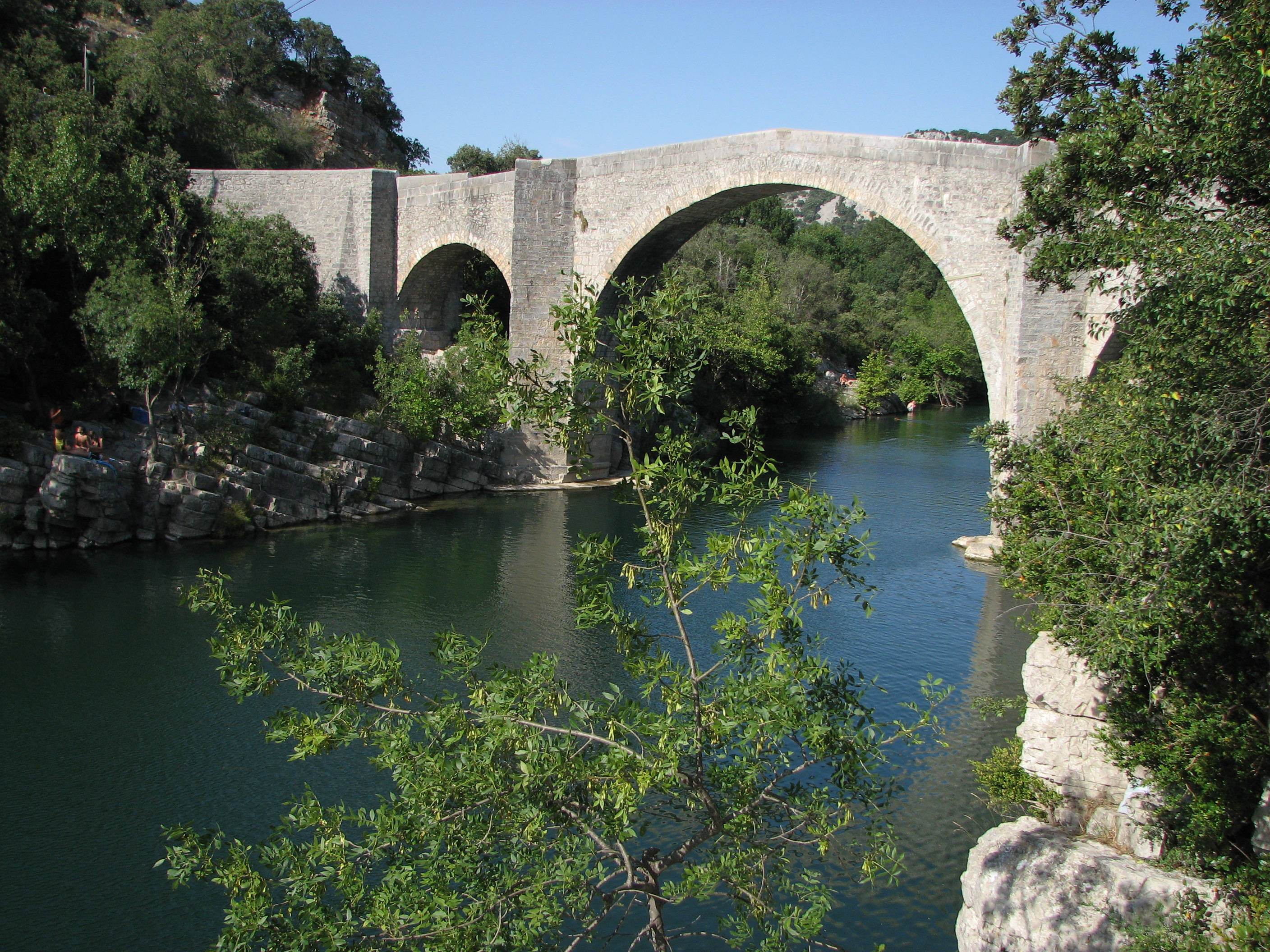
Le Pont de Saint-Étienne d'Issensac
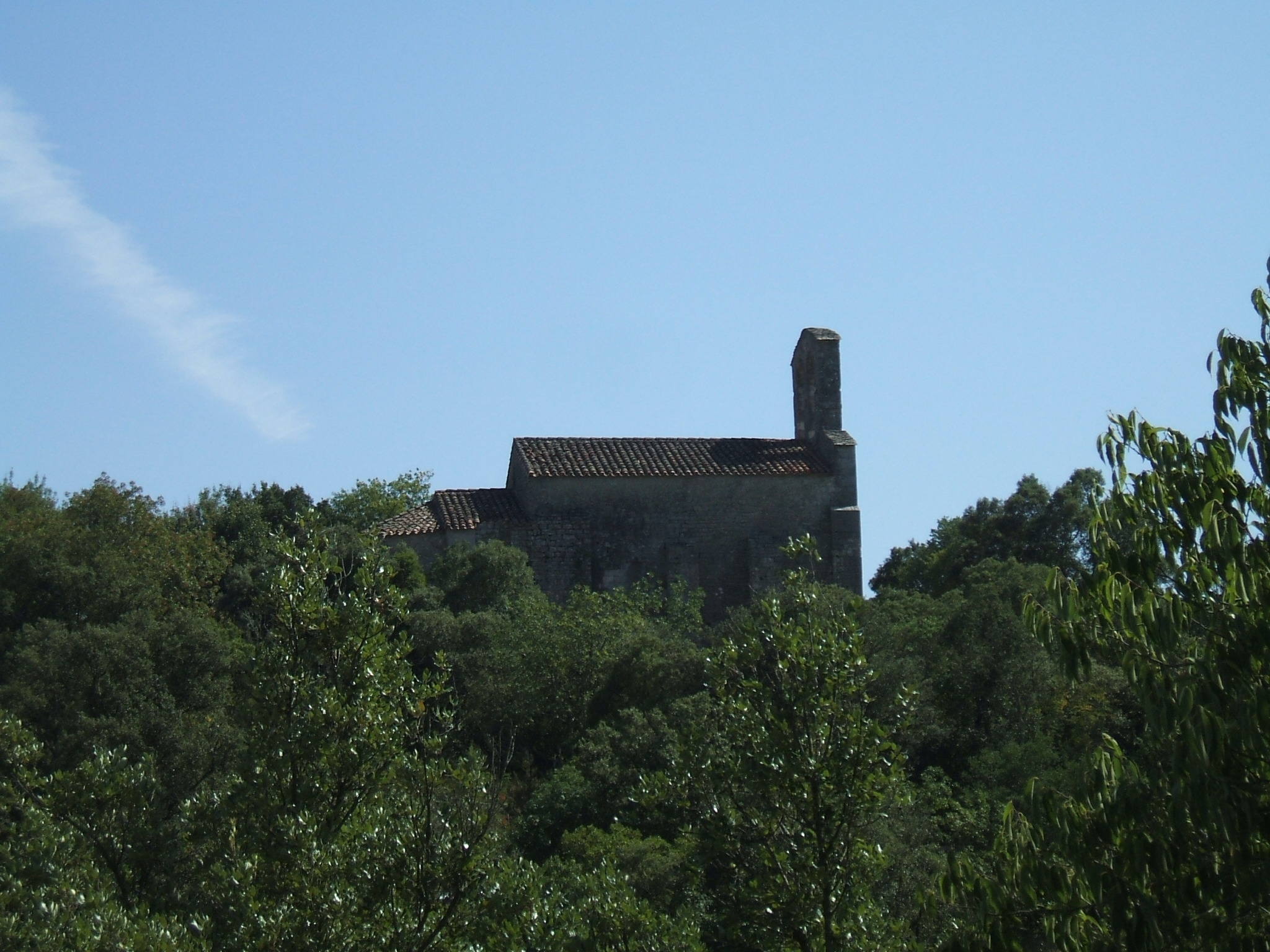
La chapelle Saint-Étienne, vue du nord
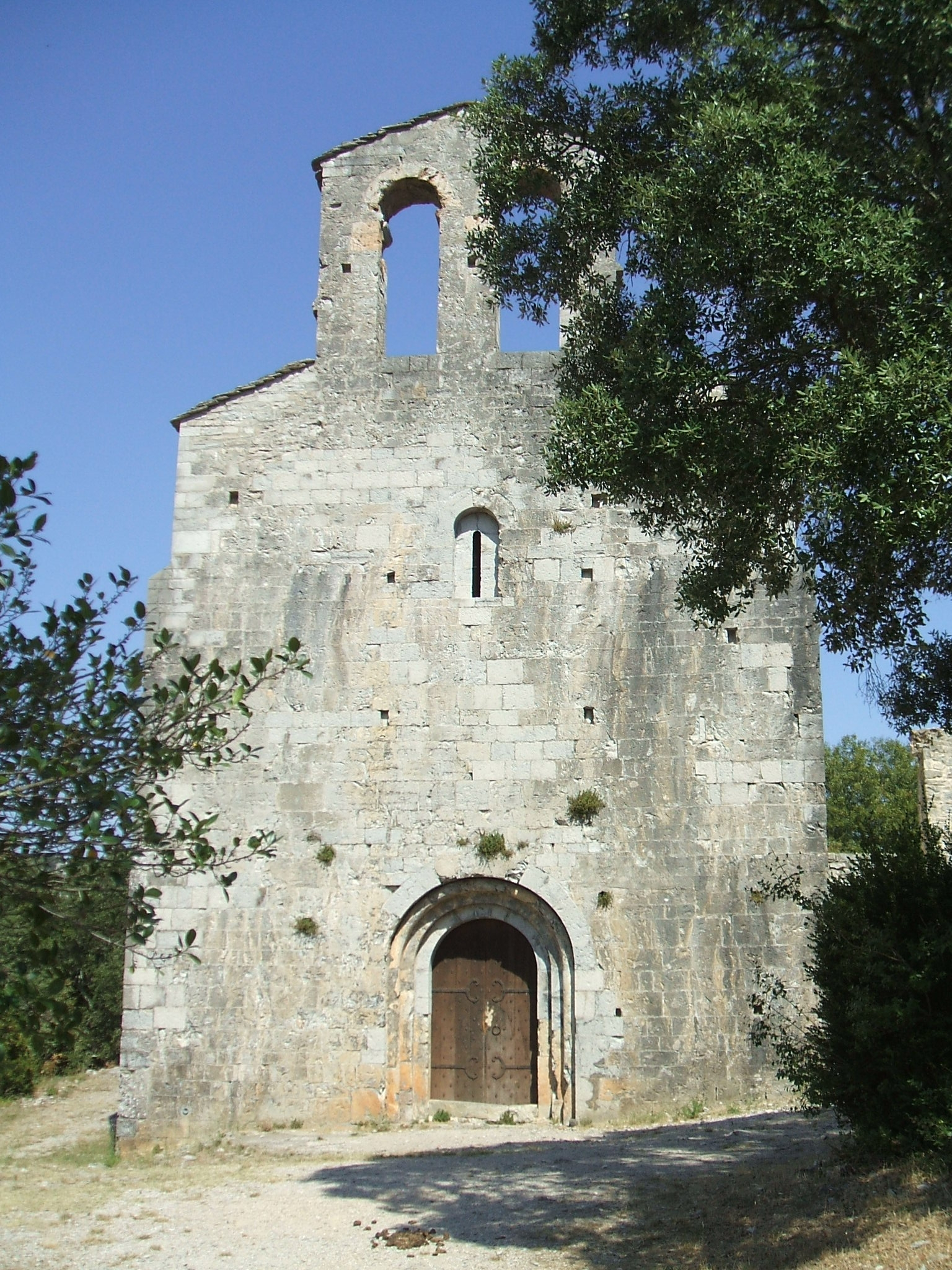
La chapelle Saint-Étienne, façade ouest
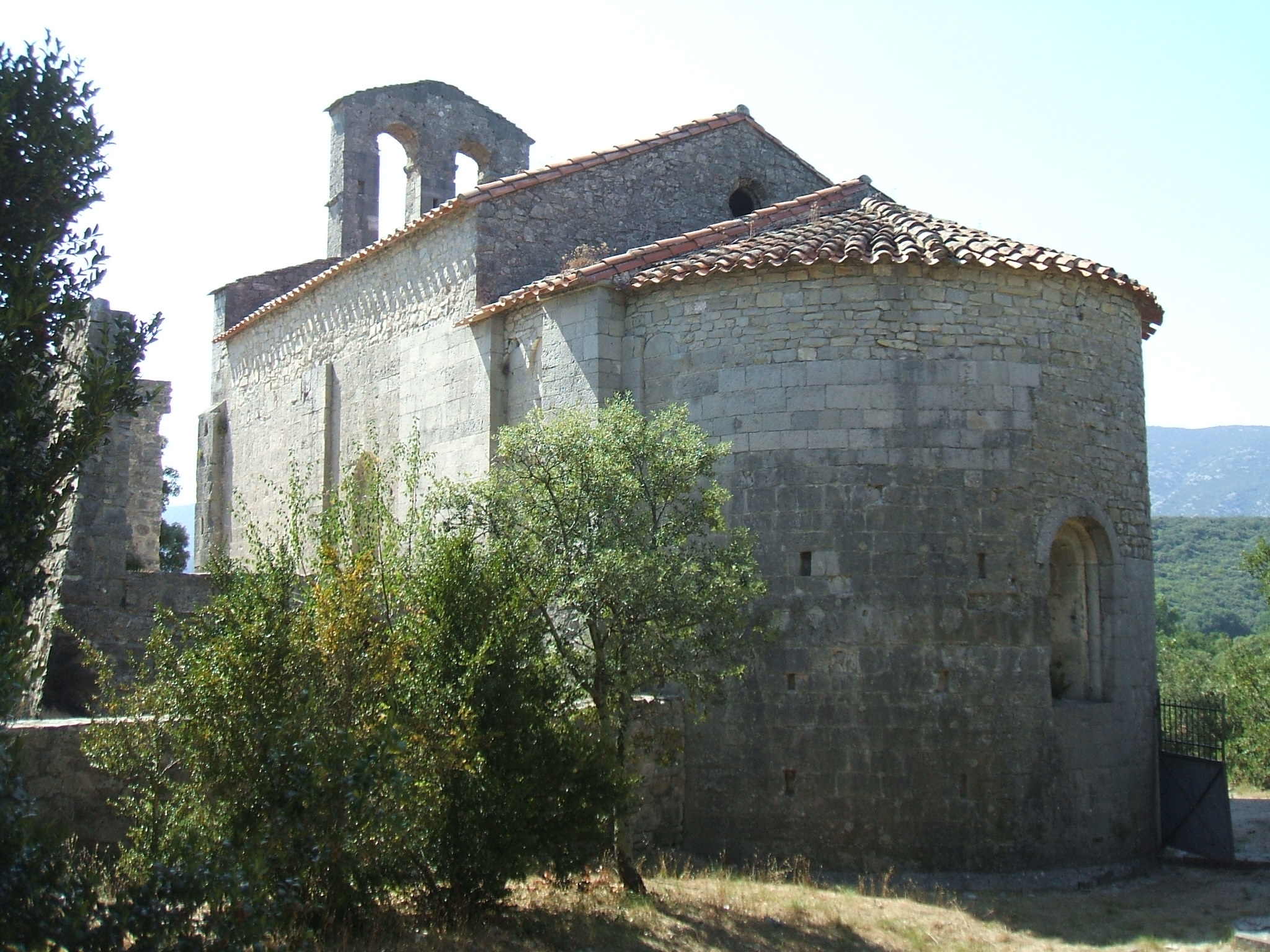
La chapelle Saint-Étienne, chevet
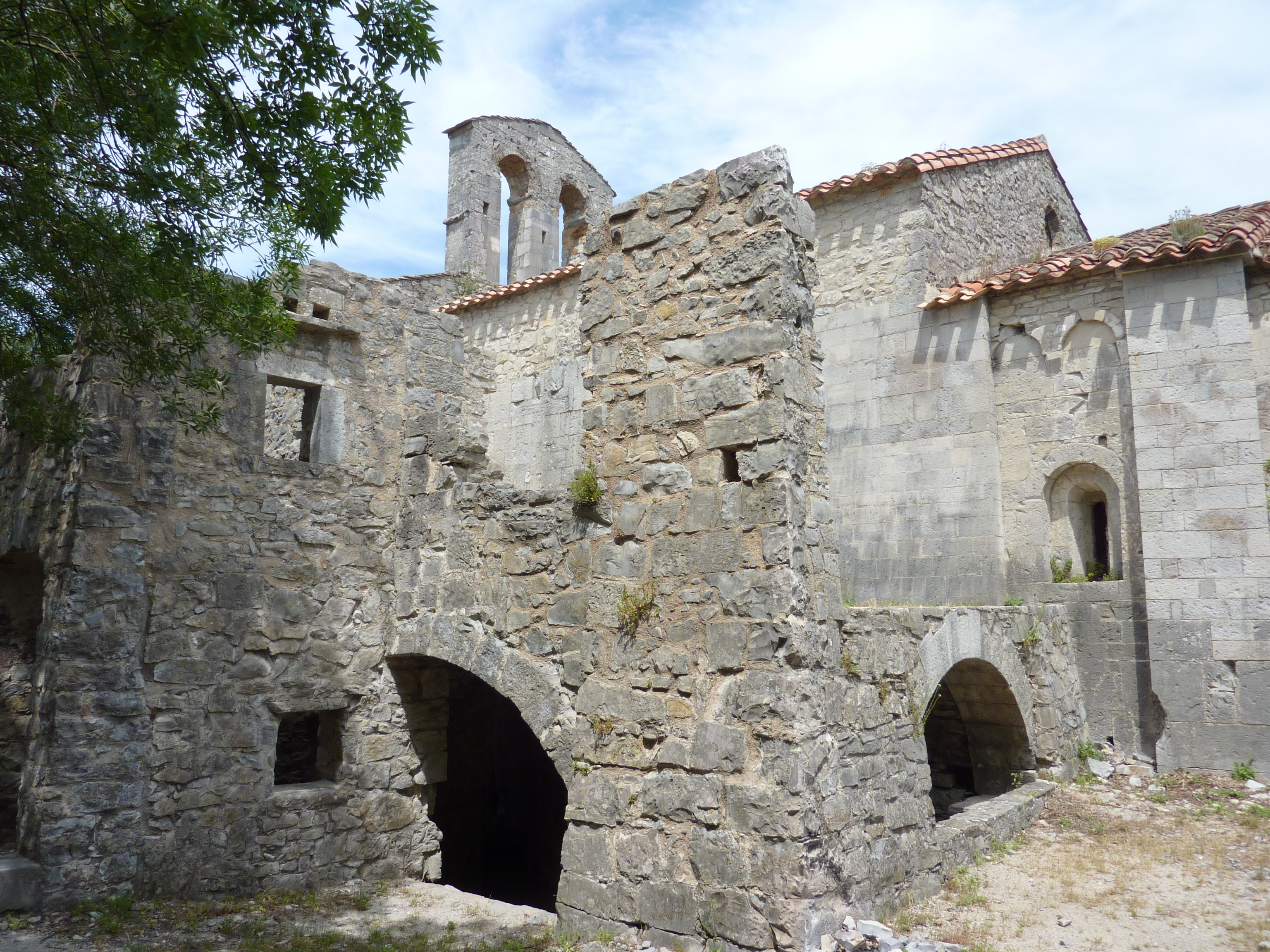
La chapelle romane d'Issensac (vue partielle)
Plan du pont de Saint Etienne d'Issensac (1781-1790)

### Héraldique
| Blason de Brissac | Blason  | De gueules à la fasce ondée d'argent, accompagnée en chef d'un lion passant d'or et en pointe de trois besants d'argent. |
| Blason de Brissac | Détails | Le statut officiel du blason reste à déterminer.                                                                         |